# Propargilo

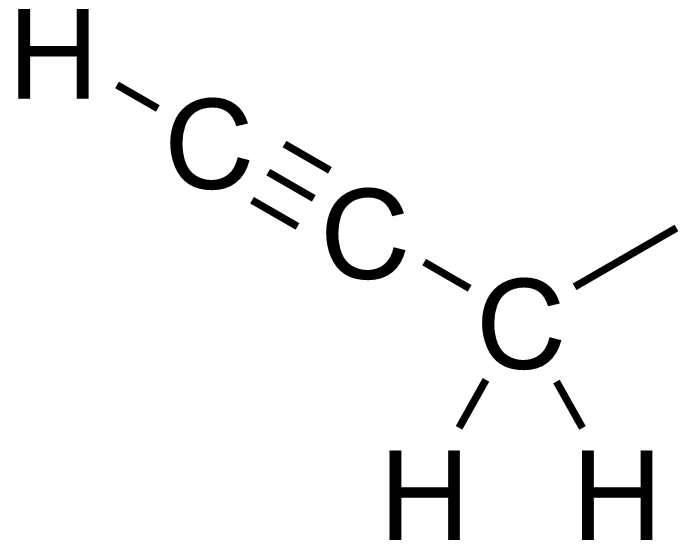
Estructura química del grupo propargilo.

En química orgánica, el propargilo es un grupo funcional alquilo de 2-propinil con la estructura HC≡C−CH2−, derivado del alquino propino.
El término propargílico se refiere a una posición saturada (sp3-hibridado) en un marco molecular al lado de un grupo alquinilo. El nombre viene de una mezcla de "propeno" y "argentum" que se refiere a la reacción típica de los alquinos terminales con sales de plata.
El término homopropargílico designa de la misma manera
- una posición saturada en un marco molecular al lado de un grupo propargílico y por lo tanto dos enlaces de una fracción alquino;
- un fragmento de 3-butinilo, HC{\displaystyle \equiv }C-CH2CH2-, o homólogo sustituido.